# Mądrość tłumu
Mądrość tłumu (ang. the wisdom of the crowd) – zbiorowa opinia grupy osób (w odróżnieniu od zdania pojedynczego eksperta).
Jak się okazuje, zbiorowo udzielane odpowiedzi na pytania związane z rozumowaniem przestrzennym, szacowaniem wielkości albo wiedzą ogólną na temat rzeczywistości są nie gorsze (a nawet bywają lepsze) niż odpowiedzi udzielane przez poszczególnych członków grupy będących ekspertami. Przyczyny zjawiska należy upatrywać w tym, że osądy pojedynczych osób ulegają zakłóceniu wskutek szumu informacyjnego, który zostaje zniwelowany przez uśrednienie odpowiedzi. Zjawisko mądrości tłumu istniało jeszcze przed nastaniem ery informacyjnej, lecz zwrócono na nie powszechniejszą uwagę dopiero z chwilą pojawienia się takich stron internetowych jak Wikipedia, Yahoo! Answers czy Quora.
Mądrość tłumu musi spełniać pewne warunki, tj. tłum musi reprezentować różnorodne punkty widzenia i jego odpowiedzi nie mogą być skoordynowane (czyli muszą być udzielane niezależnie), inaczej mamy do czynienia nie z mądrością tłumu, ale z owczym pędem.
Współczesne badania z dziedziny psychologii kognitywnej skupiają się na związkach między mądrością tłumu a poznaniem jednostkowym.  
Pojęcie mądrości tłumu spopularyzował James Surowiecki w książce The Wisdom of Crowds (2004).

## Przykłady
Jako pierwszy o mądrości tłumu pisał Arystoteles w Polityce.
Najbardziej znanym przykładem mądrości tłumu jest zapewne konkurs przeprowadzony w 1906 roku na targu bydła w Plymouth. W konkursie wzięło udział osiemset osób, które miały za zadanie oszacować wagę zabitego wołu po oprawieniu. Angielski statystyk Francis Galton zebrał wszystkie odpowiedzi, które uczestnicy zapisywali na osobnych kartkach, a następnie obliczył, że średnia wartość wszystkich oszacowań odbiegała o zaledwie jeden procent od rzeczywistej wagi zwierzęcia (1198 funtów).
Jako przykład mądrości tłumu można traktować procesy sądowe z udziałem ławy przysięgłych, zwłaszcza w porównaniu ze standardową formułą, w której o wyroku decyduje pojedynczy sędzia (ekspert). W polityce przykładem mądrości tłumu będzie koncepcja demarchii, gdzie decyzje podejmowane są nie przez homogeniczną partię, lecz zróżnicowaną grupę.

## Definicja tłumu
Przez „tłum” rozumie się tu dowolną zbiorowość, w tym korporacje, zespoły badawcze, respondentów wypełniających ankiety, a w szerszym znaczeniu również ogół społeczeństwa. Taka grupa nie musi być spójna ani jednolita, czego przykładem mogą być osoby odpowiadające na pytania na stronie Yahoo! Tłum w tym sensie powstaje także w chwili, kiedy grupa osób obstawia zakłady w wyścigach konnych, przy czym poszczególni gracze nie mogą wiedzieć, na którego konia postawili pozostali.